# Alexandre-François Caminade
Alexandre-François Caminade (* 14. Dezember 1783 in Paris; † Mai 1862 in Versailles) war ein französischer Maler. Bekannte Werke von ihm sind Porträts und kirchliche Bilder.
Er war Schüler von Jacques-Louis David.

## Hauptwerk

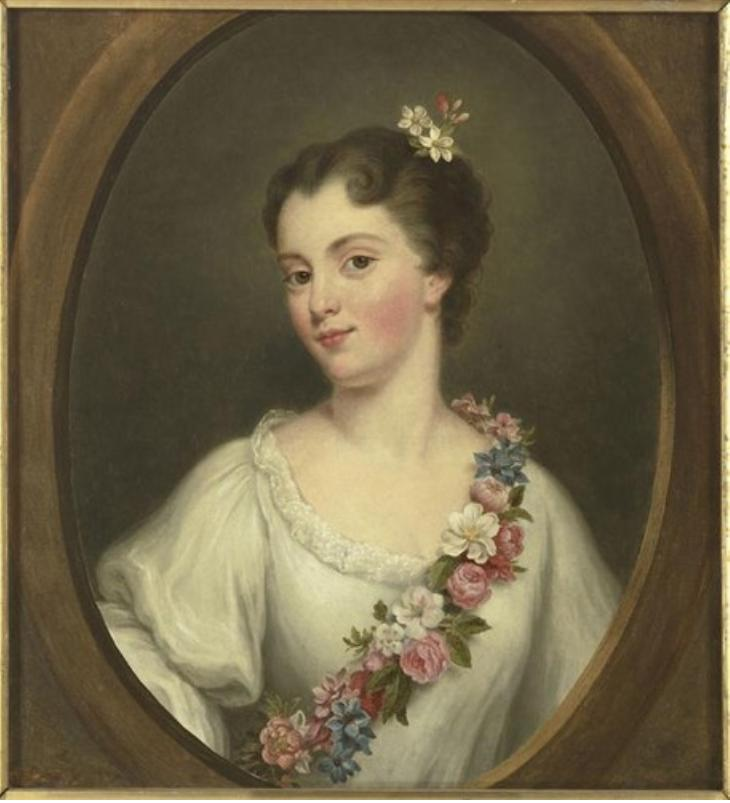
Louise-Anne de Bourbon-Condé

### Porträts
- Louise-Anne de Bourbon-Condé, 19. Jahrhundert, Mairie de Nozières y Château de Versailles.